# GABRR1
GABRR1 (англ. Gamma-aminobutyric acid type A receptor rho1 subunit) – білок, який кодується однойменним геном, розташованим у людей на короткому плечі 6-ї хромосоми. Довжина поліпептидного ланцюга білка становить 479 амінокислот, а молекулярна маса — 55 883.
| 10         |  | 20         |  | 30         |  | 40         |  | 50         |
| ---------- |  | ---------- |  | ---------- |  | ---------- |  | ---------- |
| MLAVPNMRFG |  | IFLLWWGWVL |  | ATESRMHWPG |  | REVHEMSKKG |  | RPQRQRREVH |
| EDAHKQVSPI |  | LRRSPDITKS |  | PLTKSEQLLR |  | IDDHDFSMRP |  | GFGGPAIPVG |
| VDVQVESLDS |  | ISEVDMDFTM |  | TLYLRHYWKD |  | ERLSFPSTNN |  | LSMTFDGRLV |
| KKIWVPDMFF |  | VHSKRSFIHD |  | TTTDNVMLRV |  | QPDGKVLYSL |  | RVTVTAMCNM |
| DFSRFPLDTQ |  | TCSLEIESYA |  | YTEDDLMLYW |  | KKGNDSLKTD |  | ERISLSQFLI |
| QEFHTTTKLA |  | FYSSTGWYNR |  | LYINFTLRRH |  | IFFFLLQTYF |  | PATLMVMLSW |
| VSFWIDRRAV |  | PARVPLGITT |  | VLTMSTIITG |  | VNASMPRVSY |  | IKAVDIYLWV |
| SFVFVFLSVL |  | EYAAVNYLTT |  | VQERKEQKLR |  | EKLPCTSGLP |  | PPRTAMLDGN |
| YSDGEVNDLD |  | NYMPENGEKP |  | DRMMVQLTLA |  | SERSSPQRKS |  | QRSSYVSMRI |
| DTHAIDKYSR |  | IIFPAAYILF |  | NLIYWSIFS  |  |            |  |            |

A: Аланін

C: Цистеїн

D: Аспарагінова кислота

E: Глутамінова кислота

F: Фенілаланін

G: Гліцин

H: Гістидин

I: Ізолейцин

K: Лізин

L: Лейцин

M: Метіонін

N: Аспарагін

P: Пролін

Q: Глутамін

R: Аргінін

S: Серин

T: Треонін

V: Валін

W: Триптофан

Кодований геном білок за функціями належить до іонних каналів, хлорних каналів. 
Задіяний у таких біологічних процесах, як транспорт іонів, транспорт, альтернативний сплайсинг. 
Білок має сайт для зв'язування з хлоридом. 
Локалізований у клітинній мембрані, мембрані, клітинних контактах, синапсах.